# معركة تيبو- تيبو
معركة تيبو-تيبو هو صراع عسكري مستمر يجري في تيبو-تيبو في جزيرة باسيلان، بدأ في 9 أبريل 2016، بين الجيش الفبيني وجماعة أبو سياف بعد إعلانها البيعة لتنظيم الدولة الإسلامية، وأسفرت المعركة عن عشرات القتلى من الجيش الفلبيني، فقتل ما لا يقل عن 18 جندي فلبيني وأصيب أكثر من 70 آخرين بجروح في المجموع، ثم تلت هذه المعركة معركة مراوي.

## خلفية
أعلن أغلب أعضاء جماعة أبو سياف البيعة لتنظيم الدولة الإسلامية في 2014 بما فيهم القائد أبو عبد الله الفلبيني. واعتبرت السلطات الفيلبينية ذلك تطورًا خطيرًا، وعلى إثر ذلك تعهد الجيش الفلبيني في 9 أبريل 2016 بشن هجوم على الجماعة في جزيرة باسيلان.

## المعركة
اندلعت اشتباكات الساعة 8 صباحًا يوم 9 أبريل عندما دخلت القوات الحكومية منطقة تيبو-تيبو للبحث عن أعضاء جماعة أبو سياف، حينيذ قام حوالي 100 مقاتل من الجماعة بنصب كمين للقوات الحكومية، واستمر تبادل إطلاق النار لمدة 10 ساعات، وأشارت التقارير الإخبارية أن كتيبة الجيش الفلبيني قُتلت كلها، وقام المسلحون بقطع رأس أربعة جنود، بينما قُتل عبيدة بن أبي عبد الله الفلبيني في المعركة، وكذلك قُتل محمد الخطاب المغربي صانع القنابل المحترف.
وأرسلت القوات الفلبينية تعزيزات إلى المنطقة، واستمرت الاشتباكات، وأصدر الإعلام التابع لتنظيم الدولة الإسلامية تقريرًا يؤكد فيه مقتل 40 جندي فلبيني في ثمانية أيام من الاشتباكات، وأن الجيش الفلبيني استخدم في المعركة المدفعية الثقيلة والغارات الجوية.
ونشرت وكالة أعماق الإخبارية في 13 أبريل أن المقاتلين دمروا 7 شاحنات للجيش الفلبيني، وقتلوا 100 جندي، وأن خسائر المقاتلين هم ثلاثة جنود فقط في اليوم الأول من الاشتباكات.